# Gaitita
La gaitita es un mineral, arseniato hidratado de calcio y zinc. Fue descrita como una nueva especie a partir de ejemplares encontrados en la mina de Tsumeb, Oshikoto (Namibia), que consecuentemente es su localidad tipo. El nombre es un homenaje a Robert Irwin Gait, conservador de la colección de minerales del Museo Real de Ontario (Canadá).

## Propiedades físicas y químicas
La gaitita es dimorfa con la zincroselita, que es monoclínica. Forma una serie con la talmessita, que es elquivalente con Mg en lugar de Zn. Consecuentemente, es frecuente que contenga una proporción significativa de este catión, presentando a veces zonados de composición, con la zona más rica en Zn situada hacia el centro de los cristales. Además puede contener trazas de hierro y de manganeso.

## Yacimientos
La gaitita es un mineral muy raro, conocido en alrededor de media docena de localidades. En la localidad tipo está asociada a prosperita, adamita y austinita. Otra localidad en la que aparecen ejemplares interesantes, como esférulas de color blanco formadas por microcristales laminares divergentes, es la mina Twin Creeks en las mntañas Osgood, condado de Humboldt,  Nevada,  (USA). En España se ha encontrado como microcristales en la mina Cogolla Alta, en Belalcázar (Córdoba).